# Sarah Smith (journaliste)
Pour les articles homonymes, voir Sarah Smith (homonymie).
Sarah Smith, née le 22 novembre 1968 en Écosse, est une journaliste, reporter, animatrice et chroniqueuse britannique.
Elle est la fille de John Smith, homme politique britannique.

## Biographie
Sarah Smith est diplômée de l'université de Glasgow en 1989. Elle commence sa carrière journalistique comme stagiaire à BBC Scotland. Elle travaille pendant un an à Belfast pour BBC Northern Ireland.
En 1991, elle déménage à Londres en tant qu'assistante productrice pour les programmes jeunesse de la BBC. Deux ans plus tard, elle s'occupe d'affaires en cours et d'actualités.
Elle passe à Channel 5 News, puis à Channel 4 comme présentatrice de journal télévisé et comme correspondante à Washington. En 2011, elle devient correspondante business.
En 2014, elle présente les actualités écossaises sur BBC Two. En 2015, BBC la nomme au poste nouvellement créé de rédactrice en chef des questions écossaises, chargée de présenter les actualités écossaises en Angleterre. Plus tard, elle se plaindra de misogynie et d'injures reçues dont elle a été la victime en Ecosse, peut-être à cause des critiques de son défunt père à l'égard de l'indépendance écossaise.
En septembre 2017, elle succède à Andrew Neil (en) comme présentatrice du programme politique du dimanche sur BBC One,.
En novembre 2021, elle succède à Jon Sopel (en) en qualité de rédactrice en chef de BBC pour l'Amérique du Nord (États-Unis et Canada). 

## Famille
Elle est la fille aînée de John Smith, patron du Parti travailliste, et de son épouse Elizabeth Smith (baronne Smith de Gilmorehill). Le fait que sa mère ait été anoblie avec titre de baronne permet à sa fille d'utiliser le titre L'honorable devant son nom.
Elle épouse en 2007 l'écrivain Simon Conway, un ancien officier de l'armée britannique qui co-préside la Cluster Munition Coalition (en), une organisation qui veut bannir l'usage d'arme à sous-munitions.